# 日本大学グライダー部
日本大学グライダー部（にほんだいがくグライダーぶ、英称: Nihon Univ. Glider Club、通称：NUGC）は日本大学の部活の一つである。

日本大学船橋校舎に拠点を置き、妻沼滑空場で活動する。最新機からビンテージまで多機種を保有し、グライダーの博物館と称されることもある。

## 活動
日本大学グライダー部は、日本学生航空連盟に所属し、埼玉県熊谷市にある妻沼滑空場で訓練を行っている。1945年の創部より学生航空を席巻してきた日本大学グライダー部、その歴史は歩みを止めず、今なお世界屈指の実力を有し4年間のうちで自家用操縦士となり、大空を羽ばたいている。

昨今の実績には、全日本学生グライダー競技選手権大会で個人1位などがある。 

1stソロに出る時期が遅いが、これは日本大学グライダー部の理念より長く教官の下で指導を受け様々な場合にも対処するためである。よって創部より現在まで1度も死亡事故は起きてない。

また夏には船橋キャンパスにて、航空宇宙工学科の曳航実験で当部活の機体を使用しキャンパス内にてグライダーを飛ばすという実験がある。日本大学直属の部活であるので、全ての学部から参加可能である。比率としては、本拠地の船橋キャンパスの理工学部生が多いが他の学部からも多く参加している。

妻沼滑空場にて他大学と同じ宿舎を使って宿泊や、ウィンチを持ってない大学との合同合宿などで他大学との交流は多い。

## 機材
- w:Rolladen-Schneider LS8-18........JA218K,JA2888
- ASK23B.........JA2465
- ASK21.........JA21NU
- ASK13.........JA2371,JA2391
- w:Schleicher Ka 6-CR........JA2461（現在テクノプレースにて保管中）
- アレキサンダー・シュライハー Ka 8-B........JA2131(現在船橋キャンパス格納庫にて保管中)
- アレキサンダー・シュライハー Ka 8-C........JA2191(現在船橋キャンパス格納庫にて保管中)
- w:Grob G102 Astir 3B........JA102G
- w:Schempp-Hirth Duo Discus T..JA02DT
- w:Schempp-Hirth Duo Discus....JA211D

## 全日本学生グライダー競技選手権大会
日本学生航空連盟（以下、学連）に所属する全国の大学が一堂に会する大会。4地域の学連支部で、それぞれ地方予選が行われ、それを突破した大学によって行われる。

競技は、埼玉県熊谷市に位置する、日本最大級の滑空場である妻沼滑空場にて開催される。フライトタスクは3点を結んだ三角形24km～46kmのタスクで、飛行距離及び周回速度が競われる。

最近の大会（第51回大会）では、個人は日本大学の小桧山健選手、団体は名古屋大学チームがそれぞれ優勝を飾った。
※第５１回大会は競技不成立であり、競技６日目までの結果を認定したものである。

## 関東学生グライダー競技選手権大会
全国大会の予選会でもある関東大会は、学連関東支部加盟校が参加し、熾烈な争いが繰り広げられる。

場所は、埼玉県熊谷市の妻沼滑空場で、競技タスクは全国大会と同様である。しかし、関東大会の行われる12月は飛行条件が整わないことが多く、少ないチャンスをものにする必要があるため、例年大混戦となる。

## 原田覚一郎杯
妻沼を開拓し、学生グライダーの礎を築いた原田覚一郎教官の偉業を讃え、開催される記念大会である。この大会は、同教官とつながりのあった日本大学、青山学院大学、中央大学、関東学院大学、東海大学、学習院大学の

6校で執り行われる。1997年に初開催され、2018年で22回目の大会を迎える。（初開催時は、千葉工業大学を含む6校が参加していた。現在は同校に替わって中央大学が参加し、構成されている。）

同大会は、訓練飛行と競技飛行を並行して行う、他に類をみないスタイルで運営されている。これは原田教官の遺志に沿うもので、訓練生の技量向上にも目を向けており、各校の全部員の技量向上が計られる。

また、大学間の交流の場ともなっており、大会期間の中日には、合同の会食会を行い、大学の垣根を超えた交流を促進している。

## 全日本学生グライダー新人競技大会
学連関西支部が主催で行う新人大会で、基本的な技量に着眼点をおいた大会である。同大会は教官が同乗し、基本的な操縦技能について採点がなされ、この点数をもって争われる。

場所は、岐阜県の木曽川滑空場で開催され、全国の大学から各校2名ずつ選手が参戦する。大学2年次までが対象であるが、すでに免許を取得している者から、訓練段階の者まで、

幅広い参加者がいる。平均的には、単独飛行を経験している程度の技量者が参加しているが、練習生が免許保有者よりも上位成績を納めることもある。

また、この大会は全国から集った選手たちの交友を広げる場にもなっている。

## 日本大学×中央大学 対抗戦
伝統の一戦として行われている日中戦（同大会略称）は、日本大学と中央大学の一騎討ちが行われる。

昨今では中央大学が選手の擁立ができず開催されないことが多いが、最近では、2010年に開催された。（2011年は東日本大震災の影響により開催を自粛）